# Алавере (Йиґева)
А́лавере (ест. Alavere küla) — село в Естонії, у волості Йиґева повіту Йиґевамаа.

## Населення
Чисельність населення на 31 грудня 2011 року становила 39 осіб.

## Географія
Село розташоване на південний схід від селища Лайузе. Відстань між центрами двох населених пунктів — приблизно 2 км. Через село проходить автошлях 135 (Лайузе — Куремаа).